# Castil de Peones
Castil de Peones település Spanyolországban, Burgos tartományban. Castil de Peones Briviesca, Reinoso, Prádanos de Bureba, Alcocero de Mola, Cerratón de Juarros, Villaescusa la Sombría, Santa María del Invierno és Quintanavides községekkel határos. Lakosainak száma 28 fő (2024).

## Népesség
A település népessége az utóbbi években az alábbiak szerint változott:
| Lakosok száma | 33   | 28   | 27   | 27   | 32   | 35   | 37   | 27   | 25   | 28   |
|               | 2001 | 2004 | 2006 | 2009 | 2011 | 2014 | 2016 | 2019 | 2021 | 2024 |